# Ferid Cerić
Ferid-beg Cerić, hrvatski političar iz Bosanskog Novog, BiH. Negdje ga navode da je iz Dvora. Prije rata bio je član JMO. Također je bio zastupnik u sazivu Hrvatskoga državnog sabora 1942. godine, kamo ga je doveo Džafer Kulenović.